# كيث فيرغسون (موسيقي)
كيث فيرغسون (بالإنجليزية: Keith Ferguson)‏ هو موسيقي أمريكي، ولد في 23 يوليو 1946، وتوفي في 29 أبريل 1997 بسبب خلل العضو.

## وصلات خارجية
- كيث فيرغسون على موقع IMDb (الإنجليزية)
- كيث فيرغسون على موقع ميوزك برينز (الإنجليزية)
- كيث فيرغسون على موقع ديسكوغز (الإنجليزية)